# Astenet
Astenet est un village de la commune belge de Lontzen situé en Communauté germanophone de Belgique dans la province de Liège en Région wallonne.
Avant la fusion des communes de 1977, Astenet faisait partie de la commune de Walhorn.

## Situation
Astenet se situe entre les villages de Hergenrath, Walhorn et Lontzen. Le village est arrosé par le Lontzenerbach et traversé par la voie ferrée de la ligne 37 Liège - Aix-la-Chapelle.

## Histoire
Le nom des frères Jonathus et Winand d'Astenoid se retrouve dans un document daté du 25 avril 1266. Avec Hermann d'Astenet la lignée mâle s'éteint au cours du XVe siècle. Sous l'Ancien régime, le village comptait 40 maisons et 160 habitants.

## Patrimoine
Astenet possède quatre constructions anciennes et historiques reprises sur la liste du patrimoine immobilier classé de Lontzen :
- La chapelle Saint Jean-Baptiste (St. Johannes der Täufer Kapelle) a la particularité  de posséder un clocheton en appendice au-dessus de la toiture avec cloche apparente.
- Le château Thor (Schloβ Thor) bâti en 1626 par Reiner Reul mais reconstruit en 1776. Il a longtemps servi de résidence hôtelière.
- La grange Neuschmiede (Scheune Neuschmiede).
- La maison Mützhof (Mützhof-Herrenhaus) première mention au XVe siècle.

D'autres anciennes constructions jalonnent le village comme la maison Panhaus datant du XVe siècle ou encore la résidence Sainte Cathérine (Katharinenstift), dans un domaine arboré possédant une imposante chapelle érigée en 1910.

## Galerie

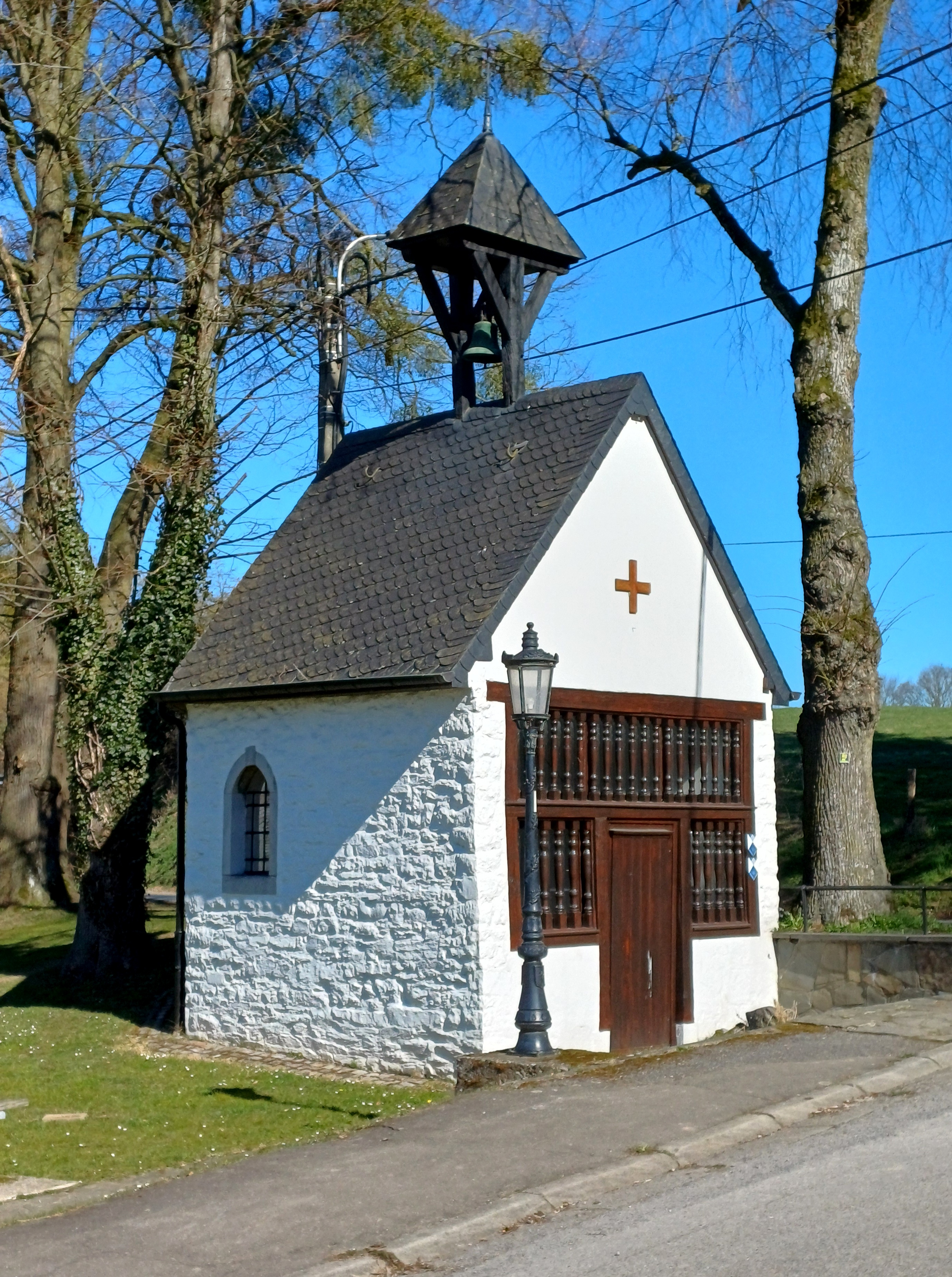
La chapelle Saint Jean-Baptiste
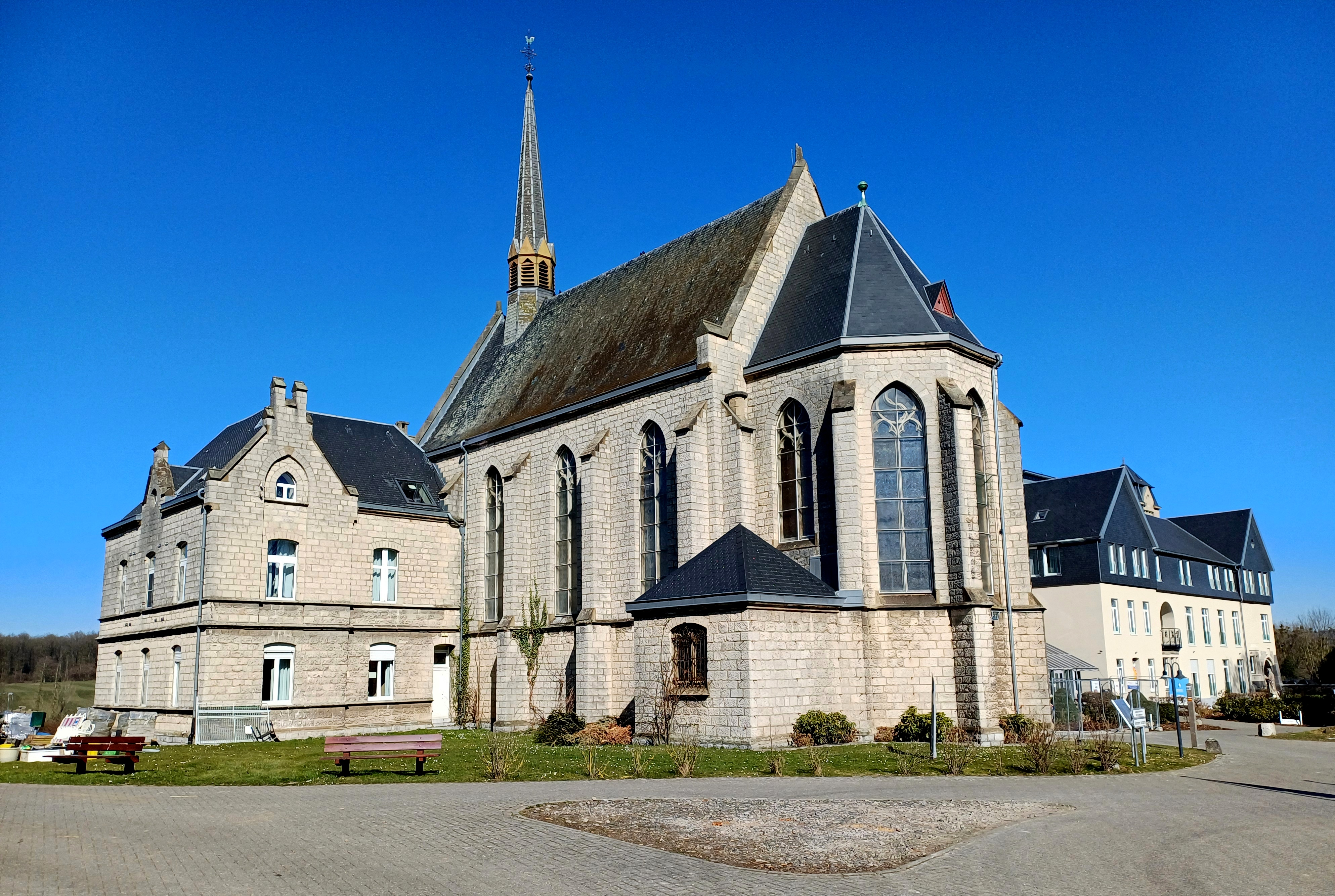
La chapelle du Katharinenstift
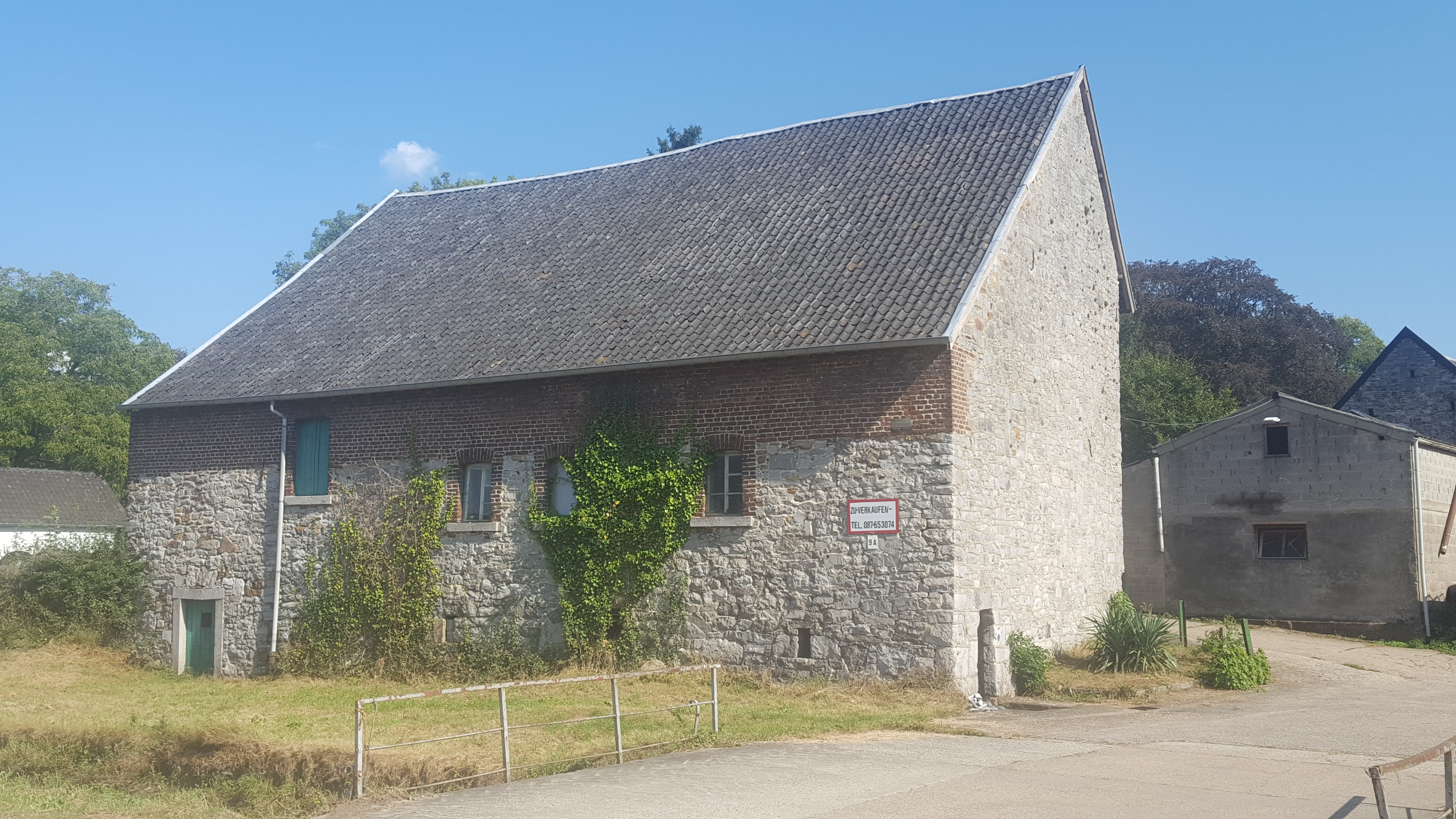
La grange Neuschmiede